# Melanchroia astigma
Melanchroia astigma är en fjärilsart som beskrevs av W. Warren 1905. Melanchroia astigma ingår i släktet Melanchroia och familjen mätare. Inga underarter finns listade i Catalogue of Life.